# Memoriál Ludvíka Daňka
Memoriál Ludvíka Daňka je mezinárodní atletický mítink, který se koná každoročně od roku 1999 v Turnově na počest trojnásobného olympijského medailisty Ludvíka Daňka, který zde 2. srpna 1964 vytvořil hodem dlouhým 64,55 m nový světový rekord v hodu diskem.
V roce 2009 se mítink potýkal s ekonomickými problémy a hrozilo, že se poprvé v historii neuskuteční. Díky sponzorům se nakonec 11. ročník uskutečnil. V roce 2010 se však memoriál kvůli nedostatku finančních prostředků nekonal. 12. ročník se uskutečnil 24. května 2011 a mezi hlavní hvězdy mítinku patřil polský diskař Piotr Małachowski a výškař Jaroslav Bába.

## Vítězové Memoriálu Ludvíka Daňka
| Ročník     | Rok  | Vítěz                      | Výkon   |
| ---------- | ---- | -------------------------- | ------- |
| 1. ročník  | 1999 | Virgilijus Alekna (Litva)  | 68,14 m |
| 2. ročník  | 2000 | Virgilijus Alekna (Litva)  | 68,60 m |
| 3. ročník  | 2001 | Libor Malina (Česko)       | 63,97 m |
| 4. ročník  | 2002 | Roland Varga (Chorvatsko)  | 64,47 m |
| 5. ročník  | 2003 | Robert Fazekas (Maďarsko)  | 66,52 m |
| 6. ročník  | 2004 | Virgilijus Alekna (Litva)  | 64,30 m |
| 7. ročník  | 2005 | Virgilijus Alekna (Litva)  | 67,91 m |
| 8. ročník  | 2006 | Virgilijus Alekna (Litva)  | 68,05 m |
| 9. ročník  | 2007 | Gerd Kanter (Estonsko)     | 67,84 m |
| 10. ročník | 2008 | Virgilijus Alekna (Litva)  | 71,25 m |
| 11. ročník | 2009 | Gerd Kanter (Estonsko)     | 68,90 m |
| 12. ročník | 2011 | Piotr Malachowski (Polsko) | 64,51 m |
| 13. ročník | 2012 | Robert Harting (Německo)   | 70,66 m |